# 江華 (演員)
江華（英語：Kwong Wa，1961年11月19日—），本名陳木華，香港男演員及歌手，曾為亞洲電視及無綫電視（部頭合約）旗下藝人。1990年，憑《但愿人長久》中「江家和」一角，奪得《第9屆香港電影金像獎》「最佳新演員」殊榮。

## 背景

### 早期生活及發展
江華籍貫廣東汕頭，於8歲時喪父，家有一兄一姊，舅父是喜劇演員伊雷。他在九龍東頭邨第1座徙置大廈出生，早年於該處以及九龍寨城一帶生活，曾就讀尖沙咀威靈頓英文中學，畢業後協助兄長在啟德機場打理出入口生意。他於20多歲跟朋友到吉隆坡旅行期間，經一位世叔伯介紹下認識了「粵曲王子」鄭錦昌，因外形不俗而獲邀試音和灌錄雜錦唱片。當時他抱著玩票心態挑選了《大昏迷》和《舊夢不須記》兩首歌曲，雖獲對方挽留在馬來西亞發展，但最終沒有答應要求，相反應星探邀請拍攝太陽油廣告。1984年，他參加無綫電視及華星唱片合辦的《第3屆新秀歌唱大賽》，演繹張國榮的《風繼續吹》且成功躋身三十強而進入決賽，不過得悉張衞健是張國榮表弟（實為誤會）、戴蘊慧是戴思聰女兒後，深知毫無勝算而選擇退出。
基於1984年無綫電視只供有特定演藝經驗的年輕人參加藝員招募班，再者江華亦受不住舅父游說，所以報名投考1985年亞洲電視第4期藝員訓練班（與黎明及張敏同屆），並成為旗下重用的藝員（未畢業已率先簽約、月薪二千港元），其藝名「江華」正是該訓練班導師高亮所改。那時他在亞視已處於一線位置，卻名氣稍遜和酬勞微薄，經舅父介紹下嘗試往電影圈發展，不久就憑1989年電影《但願人長久》奪得《第9屆香港電影金像獎頒獎典禮》「最佳新演員」獎項，不過他最突出的電影作品是1995年《不道德的礼物》。在亞視期間，江華曾主演多部劇集，與呂頌賢、萬綺雯、伍詠薇並稱「雙生雙旦」，更獲官方起用為黃金時段雙線劇《郎心如鐵》、《九王奪位》的男主角，因此觀眾將本港台及該時段稱作「江華台」或「江華年代」。而他於1995年決定離開亞視。
江華在1995年轉投無綫電視後才開始廣為人熟悉。原邀約是請他出演「令狐沖」一角，但他第一部無綫劇集乃該年11月播映的《西遊記》，甫首播便取得佳績，創出了高達44點的收視紀錄。往後他不時以主角身份演出多部電視劇集，除了2001年的《尋秦記》，2003年的《九五至尊》也是另一部收視高開的代表作。他更憑此劇榮獲同年度的萬千星輝頒獎典禮「我最喜愛角色獎」、以及入圍「我最喜愛的男主角」五強；高峰期曾與妻子共同持有元朗加州花園兼北角雲景台兩個物業（隨著2010年後生活拮据而售出）。由於他的神態和劉德華相似，其時已有人拿他倆作比較，而在這段當紅日子也有不少負面傳聞，如被指化妝超時妨礙拍攝進度、欺凌同劇後輩、太有自信等。

### 後期發展與息影
江華在2004年離開無綫電視後多在中國大陸發展，2005年腰部因長期勞損令脊柱其中兩節（L4-5）退化，加上自知要求過高，不滿香港流水作業式的劇集製作，故此開始減少幕前演出，並由信奉佛教改信基督教，透過宗教力量治癒傷患；2006年受台灣企業家楊登魁邀請，與舒淇合作演出《風塵三俠之紅拂女》，本來是飾演「虯髯客」一角，後見其本人覺得更適合「獨孤城」這個角色，同時亦開設演藝訓練班『戲道』，希望培育新一代演員。他在2015年6月跟幾位友人於觀塘商貿區創立「香港中華創富精萃會有限公司」（2017年4月結業），參加保險中介人資格考試及法規培訓課程，加入英國保誠而成為保險經紀，2016年尾則選擇退出該行業，原因是個性不太適合處理人事問題。
2019年，江華接受《晴報》專訪期間透露，自己仍對演戲頗為執著，即使早已看淡名利，卻沒有排除復出的可能，只視乎值得與否，以及能否幫助有需要的人。同年3至6月，他覺得一部戲劇可以成為觀眾心目中的經典已經很厲害，沒必要用同一個角色「重新拍攝」續篇，況且從演員角度來說不明白此舉想表達甚麼，故決定拒演古天樂旗下天下一電影開拍的《尋秦記》電影版，但跟妻子一起為無綫電視慈善節目《明愛暖萬心》獻唱籌款，後又應邀參與《流行經典50年》和公開演出。2020年5月，他有份聯署支持港版國安法；退出保險行業以來主要負責做家務，由妻子在尖沙咀嘉碧大廈開班賺錢，偶爾才會登台唱歌。
2021年9月，江華擔任《勁舞Dancing Queen麥潔文迷你演唱會2021》監製及表演嘉賓；2022年與內地一間公司合作，轉當直播主在抖音直播帶貨。

## 家庭生活
江華到吉隆坡登台時認識女歌手麥潔文，二人於1992年12月19日結婚，育有一子一女（1993及1995年出生），但於1995年在拍攝《我和春天有個約會》期間，曾與合演的鄧萃雯發展婚外情：
| “ | 「我不否認喜歡家庭，深愛太太與一雙活潑聰明的子女，做夫妻要講求溝通、互相欣賞、信任及包容，為甚麼有些夫婦會鬧至離婚？最大原因是缺乏溝通，甚至為了閒言沉不住氣，我不會犯了錯，買禮物哄太太，只要想到適合她的東西，就算一擲千金也買給她，我經常對 Kitman 說：『你不要做一些不好的事，破壞你在我心目中的美好印象，我不想扣你分，無時無刻，你都是100分，我百分百愛你，欣賞你！』」 | ” |

| “ | 「哪個少年不輕狂？人生總有失手、失控的時候，發生了必定有原因。我承認做法在道德上是錯事，反思知有問題要負起責任，做得不對便改過，最重要一齊面對及解決。」 | ” |

## 演出作品

### 電視劇

#### 亞洲電視
| 首播   | 劇名                                      | 角色         |
| ------ | ----------------------------------------- | ------------ |
| 1986年 | 《少林英雄》                              | 楊無名       |
| 1986年 | 《時光倒流70年》                          |              |
| 1986年 | 《柔情點三八》                            | 張國樂       |
| 1987年 | 《幽靈》                                  | 方天宙       |
| 1987年 | 《烈士忠魂》                              | 王磊         |
| 1990年 | 《樓下伊人》                              | 顧冲         |
| 1990年 | 《法本無情》                              | 董耀沙       |
| 1990年 | 《兩個口》                                | 朱安         |
| 1990年 | 《第三間電台》                            | 高其仁       |
| 1991年 | 《廟街豪情》                              | 尚天賜       |
| 1991年 | 《上海一九四九》                          | 杜澄海       |
| 1991年 | 《再造繁榮》                              | 錢日希       |
| 1992年 | 《摩登七十二家房客》                      |              |
| 1992年 | 《龍在江湖》                              | 高天鵬       |
| 1992年 | 《本是同根》（又名《還我今生》）          | 高世康       |
| 1992年 | 《今裝戲寶之女殺手》                      | 林家聲       |
| 1992年 | 《偏門家族》                              |              |
| 1993年 | 《銀狐》                                  | 宋澤元       |
| 1993年 | 《勝者為王III王者之戰》                   | 方俊         |
| 1993年 | 《賭神秘笈'93》（又名《賭神秘笈之賭魔》） | 程天朗       |
| 1993年 | 《新朱門怨》                              | 沈昌偉       |
| 1994年 | 《戲王之王》                              | 蒲俊         |
| 1994年 | 《郎心如鐵》（又名《失落真心》）          | 沈文浩       |
| 1995年 | 《九王奪位》 / 《君臨天下》               | 愛新覺羅胤禛 |
| 1995年 | 《女幹探》（又名《辣手神探俏嬌娃》）      | 李立生       |
| 1996年 | 《我和春天有個約會》                      | 沈嘉豪       |

#### 無綫電視
| 首播   | 劇名                                   | 角色               |
| ------ | -------------------------------------- | ------------------ |
| 1996年 | 《西遊記》                             | 唐三藏             |
| 1997年 | 《苗翠花》                             | 方德               |
| 1998年 | 《西遊記（貳）》                       | 唐三藏             |
| 1999年 | 《先生貴性》                           | 張浩華（Andrew）   |
| 1999年 | 《金玉滿堂》                           | 乾隆帝             |
| 2000年 | 《無業樓民》                           | 凌希斯             |
| 2000年 | 《楊貴妃》                             | 唐玄宗             |
| 2000年 | 《碧血劍》                             | 夏雪宜（金蛇郎君） |
| 2001年 | 《七姊妹》                             | 繆蓮仙             |
| 2001年 | 《尋秦記》                             | 連晉 / 嫪毐        |
| 2003年 | 《九五至尊》                           | 雍正帝（李大蝦）   |
| 2003年 | 《繾綣仙凡間》                         | 李玄（鐵拐李）     |
| 2004年 | 《楚漢驕雄》                           | 項羽（楚霸王）     |
| 2012年 | 《肥婆奶奶扭計媳》（又名《郵購新娘》） | 宋漢文             |
| 2013年 | 《鳳舞香羅》                           | 榮昊東             |

#### 其他
| 首播           | 劇名                           | 角色           |
| -------------- | ------------------------------ | -------------- |
| 廉政公署       |                                |                |
| 1989年         | 《廉政先鋒（第三輯）：巴士銀》 | 阿雄           |
| 香港電台電視部 |                                |                |
| 1990年         | 《雙城記：告別交響曲》         | 王國華         |
| 2010年         | 《證義搜查線》                 | 陳國京（阿京） |
| 中國大陸       |                                |                |
| 2004年         | 《聊齋》                       | 王安旭         |
| 2006年         | 《風塵三俠之紅拂女》           | 獨孤城         |
| 2009年         | 《跟紅頂白大三元》             | 文博仁         |

### 電影
| 首映     | 電影名                               | 角色           |
| -------- | ------------------------------------ | -------------- |
| 1989年   | 《但願人長久》                       | 江家和         |
| 1991年   | 《正紅旗下》                         | 向東           |
| 1991年   | 《喋血邊緣》                         | 霍超           |
| 1992年   | 《法網危情》                         | 劉泰           |
| 1992年   | 《積奇瑪莉》                         | 珠寶店老闆     |
| 1993年   | 《富貴狂花》                         | Michael        |
| 1993年   | 《日落卡門》                         | 秋哥           |
| 1994年   | 《新邊緣人》                         | 孫 Sir         |
| 1995年   | 《不道德的禮物》（又名《桃色禮物》） | 林樂山         |
| 1999年   | 《新家法》                           | 洪樂成員       |
| 2007年   | 《真的戀愛了?》（福音電影）          | 電影院老闆阿傑 |
| 2013年   | 《魔術師的寶貝》（福音電影）         | 程子材         |
| 電視電影 |                                      |                |
| 1990年   | 《90'都市情懷：曲終人未散》          |                |
| 1991年   | 《香港奇案之血紙盒》                 | 歐陽炳强       |
| 1991年   | 《一千靈異夜之凶宅》                 | 黃日發         |
| 1991年   | 《一千靈異夜之貼身噩夢》             | 喬西敏         |
| 1992年   | 《鐳射劇場之偏門家族》               | 偏安           |
| 1992年   | 《鐳射劇場之雙雄會》                 | Mike           |
| 2003年   | 《歷劫驚濤》                         | 許浩           |

### 電視節目
| 首播     | 節目名                 | 備註                                                                        |
| -------- | ---------------------- | --------------------------------------------------------------------------- |
| 亞洲電視 |                        |                                                                             |
| 1991年   | 《麥潔文畢生難忘特輯》 | 演出                                                                        |
| 無綫電視 |                        |                                                                             |
| 2000年   | 《康泰最緊要好玩》     | 第80、81集（《日本疏乎新境界 - 九州、大阪》）與胡杏兒、吳文忻及揚明一同主持 |
| 2000年   | 《博愛歡樂傳萬家》     | 與沈殿霞及郭羨妮一同主持                                                    |
| 2023年   | 《歡樂滿東華2023》     |                                                                             |

### 其他

#### 演唱會
- 2021年：《勁舞Dancing Queen麥潔文迷你演唱會2021》 - 監製及表演嘉賓

### 廣告
- 2017年：百老匯電器「識嘢就係 KING 之九五至尊篇」[49]

## 音樂作品

### 劇集歌曲
- 1995年: 《世間情至高》（《九王奪位》主題曲、與田蕊妮合唱）
- 2000年：《熱愛終極》（《碧血劍》插曲）
- 2001年：《心語》（《肥婆奶奶扭計媳》主題曲）
  - 《半生緣》（《七姊妹》片尾曲）
- 2003年：《彩構步》（《九五至尊》主題曲）
  - 《延續一生都美麗》（《九五至尊》插曲）
  - 《未悔用情》（《繾綣仙凡間》主題曲）
- 2004年：《痴心有幾濃》（《楚漢驕雄》片尾曲、與麥潔文合唱）

### 唱片
- 2000年4月：《没有你》（佳音音樂發行）
- 2000年12月：《熱愛終極》（佳音音樂發行）
- 2003年2月：《By My Love》（AVCD、寰宇鐳射發行）

## 獎項
- 1990年：《第9屆香港電影金像獎》「最佳新演員（《但願人長久》）」
- 2003年：《萬千星輝頒獎典禮》「我最喜愛角色獎（《九五至尊》）」
- 2010年：《金牛獎頒獎禮》「最佳新人（《證義搜查線》）」

## 外部連結
- 江華 - 戲道班招生 歡迎垂詢
- 江華在互联网电影资料库（IMDb）上的資料（英文）（英文）
- 江華在香港影庫上的簡介
- 江華的新浪微博